# Joseph Pschorr
Joseph Pschorr (Munique, 2 de junho de 1770 — Munique,  3 de junho de 1841) foi um empresário alemão.
É um dos mais conhecidos cervejeiros da Alemanha, principalmente em Munique.

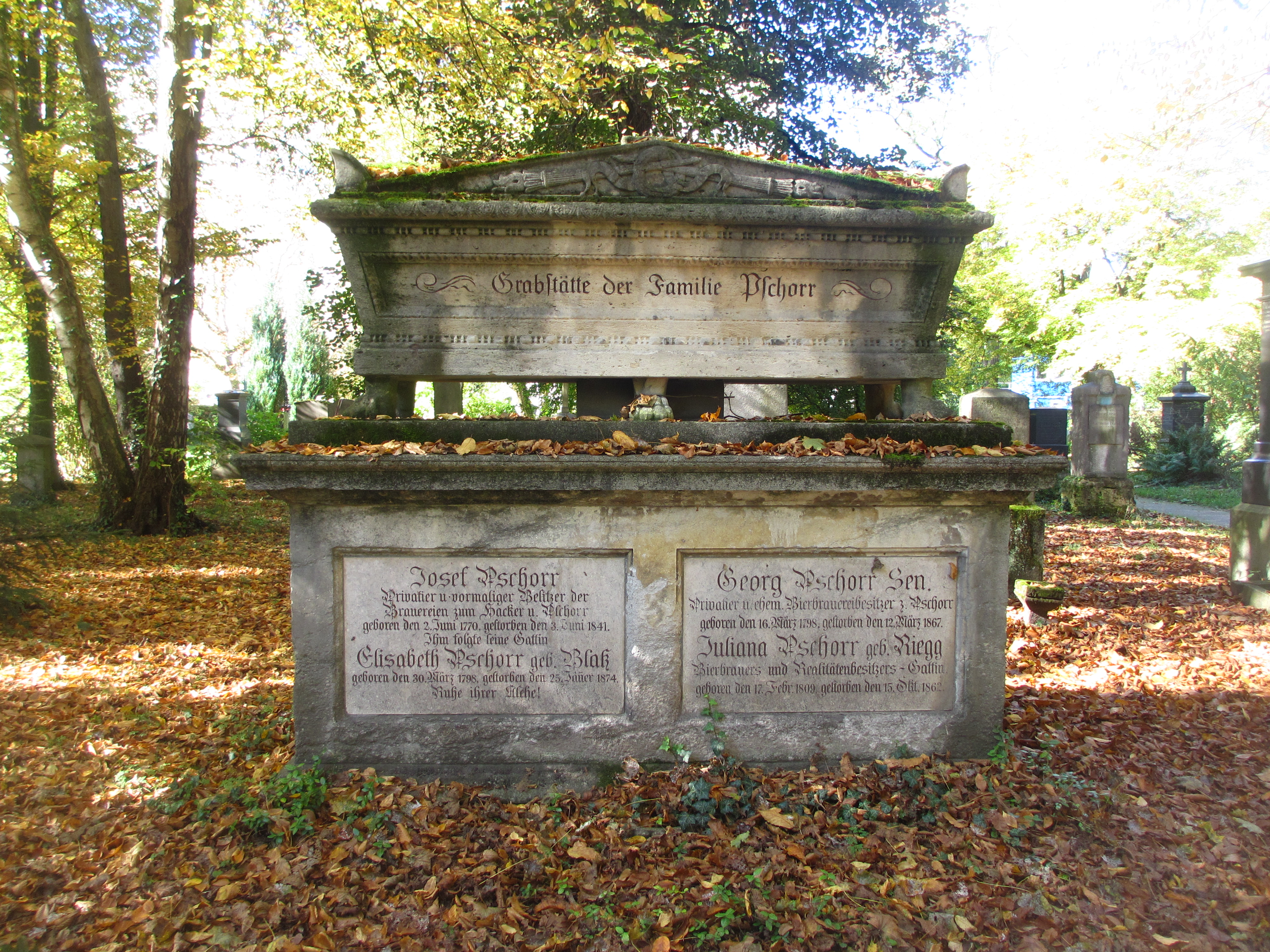
Sepultura de Joseph Pschorr no Alter Südlichen Friedhof em Munique

## Vida
Pschorr, filho de um cervejeiro, casou em Munique com Maria Theresia Hacker (1772–1800), assumindo depois de seu sogro a Cervejaria Hacker em Munique. Tendo construído um grande reservatório subterrâneo, conseguiu disponibilizar cerveja fresca também no verão. Adquiriu em 1820 a cervejaria "Zum Bauernhansl", fundando então a Cervejaria Hacker-Pschorr, sendo então a mais famosa cervejaria de Munique. Após falecer seus filhos Georg Pschorr e Matthias Pschorr continuaram com o empreendimento paterno.

## Fatos
- É o único cervejeiro na Galeria da Fama de Munique, representado com seu busto na Bavária
- Sua neta Josephine Pschorr (1838–1910), filha de Georg, casou em 1863 com Franz Strauss, consórcio do qual nasceu o compositor Richard Strauss.